# Madrid de Di Stéfano

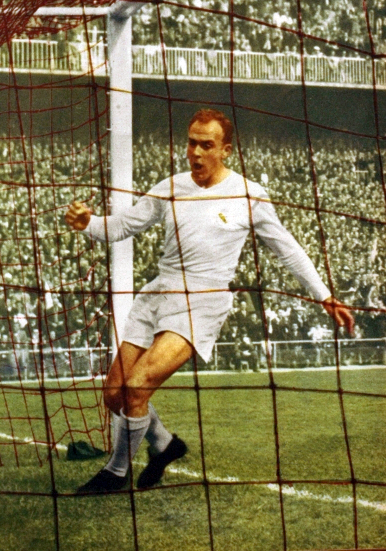
Alfredo Di Stéfano en el Real Madrid C. F. haciendo su gol número 308.

El «Madrid de Di Stéfano» o «Real Madrid de Di Stéfano» es el nombre con el que se conoce al Real Madrid Club de Fútbol durante su período de finales de los años 50 y principios de los 60 en el que el club se convirtió en el más laureado e importante de la época merced al número de títulos cosechados y de la importancia de los mismos, siendo el máximo estandarte el jugador argentino Alfredo Di Stéfano, ya que su llegada a la institución fue la que marcó el devenir del club. Uno de los mejores.
Debido a la obtención de manera consecutiva de cinco trofeos de la máxima competición europea de clubes, la Copa de Europa, es también conocido en tal referencia como el Madrid de las cinco Copas de Europa, siendo un hito no igualado desde entonces en los sesenta años de vida del torneo.
Algunos de los integrantes más conocidos y emblemáticos de dicha etapa fueron también el húngaro Ferenc Puskás, el hispano-argentino Héctor Rial, el español Paco Gento y el francés Raymond Kopa entre otros, permitiendo que el club levantase durante los 11 años desde la llegada del argentino Alfredo Di Stéfano un total de veinte trofeos, entre los que destacan las ya mencionadas cinco Copas de Europa, una Copa Intercontinental y ocho Ligas.

## Di Stéfano
Alfredo Di Stéfano Laulhé, jugador histórico de los clubes C. A. River Plate, C. A. Huracán, C. D. Los Millonarios y Real Madrid C. F., es considerado por la FIFA como uno de los cuatro mejores jugadores de fútbol del siglo XX, junto a Edson Arantes do Nascimento Pelé, Diego Armando Maradona y Johan Cruyff. En 2004 fue elegido en cuarto lugar como mejor jugador del siglo XX por la Federación Internacional de Historia y Estadística de Fútbol, y el mejor de todos los ganadores del Balón de Oro hasta 1999, circunstancia por la que recibió el Super Balón de Oro, siendo el único futbolista de la historia en poseerlo.
Fue durante muchos años el máximo goleador de la historia del Real Madrid Club de Fútbol, club donde militó once temporadas anotando más de trescientos goles en poco más de cuatrocientos partidos oficiales, superando la barrera de los 500 tantos computando los partidos amistosos. Es el segundo jugador argentino con más títulos en la historia. Pese a lo que considere la FIFA y la IFFHS, Di Stéfano es considerado por algunos entendidos y aficionados como el mejor jugador de todos los tiempos y su nombre va directamente ligado al Real Madrid, ya que, no en vano, su fichaje por el equipo merengue hizo cambiar el curso de la historia de este equipo, llegándose a considerar el mejor club del siglo XX, merced sobre todo a las Copas de Europa que este club consiguió desde que el jugador aterrizó en el club en 1953. Asimismo, de Di Stéfano cabe destacar su exquisita calidad técnica y su polivalencia en el campo, siendo por ello considerado por algunos el jugador más completo que ha dado el fútbol a nivel mundial.
Su debut con el equipo madrileño se produjo el 23 de septiembre de 1953 contra el A. S. Nancy-Lorraine francés en un partido amistoso con derrota por 4-2 y en el que anotó un tanto, mientras que su debut oficial fue cuatro días después en un enfrentamiento de Liga contra el Real Racing Club de Santander en el que el equipo madridista venció por 4-2 y en el que Di Stéfano anotó un gol de cabeza.
Con la llegada del jugador, el club conquistó a nivel nacional ocho de las siguientes diez ligas —título que no lograba el club desde hacía dos décadas— y una Copa del Generalísimo, erigiéndose además como «pichichi» de la Liga en cinco campeonatos. Sin embargo, sus grandes logros fueron a nivel internacional, donde consiguió cinco Copas de Europa consecutivas —más dos subcampeonatos—, una Copa Intercontinental, una Pequeña Copa del Mundo y dos Copas Latinas. Su último partido oficial con el club blanco fue el 27 de mayo de 1964 en una derrota por 3-1 contra el F. C. Internazionale Milano en la final de la Copa de Europa de 1963-64.
Entre los logros personales durante su estancia en el club destacan un Super Balón de Oro —siendo el único jugador del mundo que posee el galardón—, dos Balones de Oro y un Balón de Plata en el panorama internacional, y cinco trofeos «pichichi» en el panorama nacional. Por su trayectoria y logros en el club, fue nombrado en 2000 como Presidente de honor de la institución.

## Historia

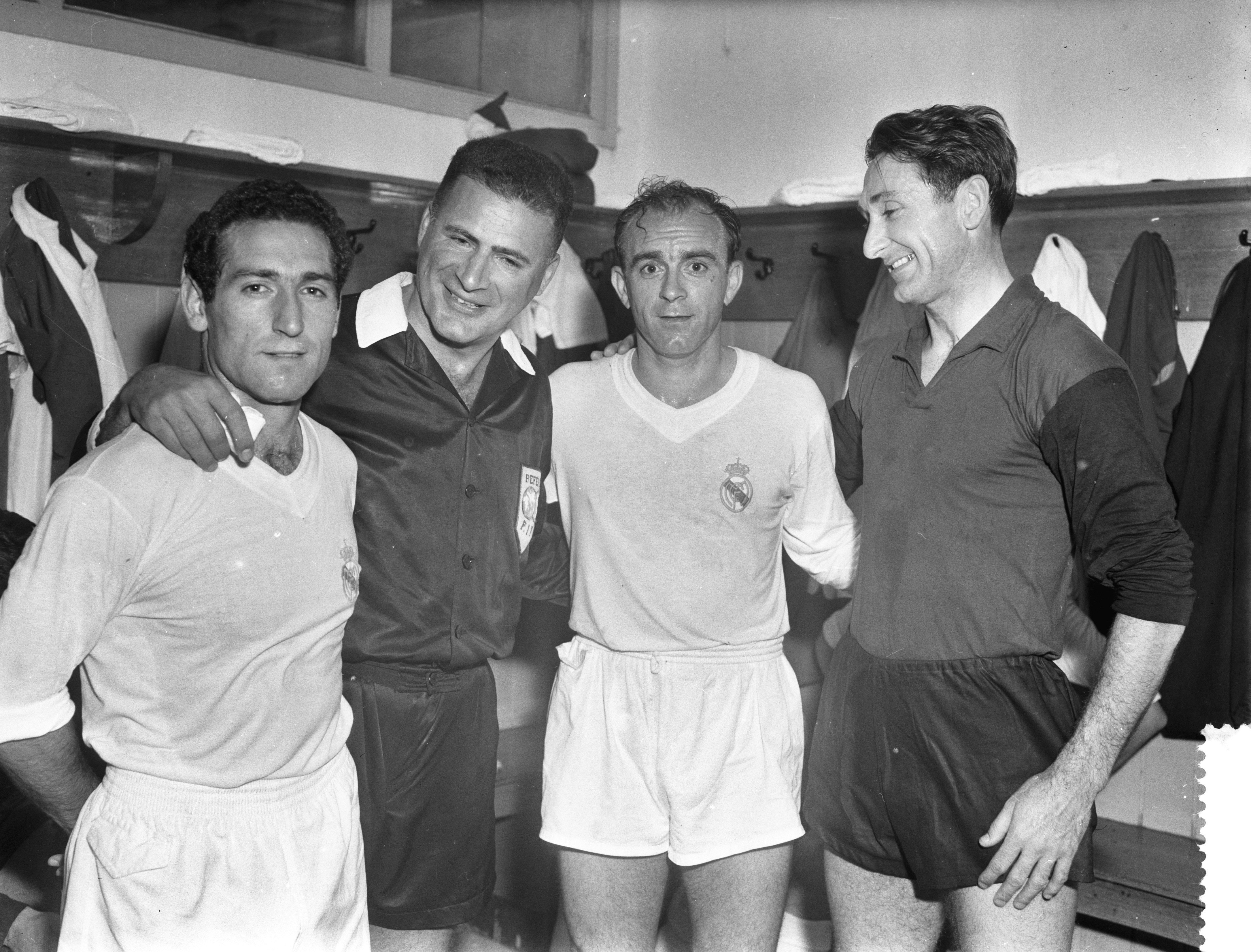
Di Stéfano junto a Paco Gento, Leo Horn y Faas Wilkes en 1959, tras un amistoso frente a un combinado de Ámsterdam.

El 6 de marzo de 1952, para conmemorar el 50.º aniversario de su fundación, el Real Madrid C. F. organizó diversos actos entre los que destacaban la disputa de un torneo internacional de fútbol y otro de baloncesto. Los invitados fueron el IFK Norrköping sueco, y el campeón colombiano C.D. Los Millonarios, equipo en el que resaltaría un jugador argentino por encima del resto: Alfredo Di Stéfano. 
Su gran actuación durante el partido frente al Real Madrid, provoca que Santiago Bernabéu no descanse hasta conseguir su fichaje por el club blanco, y finalmente en 1953 tras una enrevesada y complicada negociación en la que han de intervenir la FIFA y la Federación Española de Fútbol, lo contratan junto con el español «Paco» Gento del Real Santander Sociedad Deportiva, en dos millonarias operaciones.
Asentadas unas firmes bases, el club empieza a obtener éxitos deportivos abanderados por el fútbol, de la mano de «Joseíto», Molowny, Di Stéfano y Gento que obtienen la Liga después de 21 años. 
En ella, su primera en el conjunto madrileño, el delantero hispano-argentino obtendría el galardón de máximo artillero del torneo, título que repetiría en cuatro ocasiones más con «los blancos».
Bajo la dirección del técnico español José Villalonga, y con un equipo conformado por futbolistas como Juan Alonso, «Marquitos», Rafael Lesmes, Miguel Muñoz, José María Zárraga, «Joseito», Di Stéfano, Héctor Rial y «Paco» Gento; el Real Madrid logró la conquista de las ligas de 1954-55 y 1956–57, y las Copas Latinas de 1955 y 1957 en lo que fue un primer intento por organizar un torneo de prestigio entre clubes de Europa. Es así como Santiago Bernabéu, se convierte en vicepresidente y colaborador directo de la iniciativa del diario francés L'Équipe de mano de Gabriel Habot, en fundar la Copa de Europa en una reunión que tuvo lugar en un hotel de París y que tuvo el beneplácito de la UEFA. Esta reuniría a los campeones de las distintas ligas europeas para la disputa de un título que designaría así al mejor equipo del continente. El club conquistaría las 2 primeras ediciones de la considerada mayor competición a nivel de clubes del momento, tras imponerse al Stade de Reims en París por 4-3, y a la A. C. F. Fiorentina en el Santiago Bernabéu por 2-0. El argentino Luis Carniglia relevó a Villalonga y con las incorporaciones de Raymond Kopa que llegó al equipo el año anterior,
José Santamaría y el flamante jugador Ferenc Puskás, perteneciente a la selección húngara conocida como los «magiares mágicos» que deslumbraron al mundo conquistando el título de campeones en los Juegos Olímpicos de Helsinki de 1952 y el subcampeonato en la Copa Mundial de Fútbol de 1954, el equipo ganó el campeonato de 1957-58 y las siguientes 3 Copas de Europa tras imponerse al A. C. Milan en Bruselas por 3-2, nuevamente al Stade de Reims en Stuttgart por 2-0, y al Eintracht Frankfurt en Glasgow por 7-3 ante 135 000 000 espectadores. Tras esa última final el diario inglés The Times catalogaría a los jugadores blancos como «vikingos» escribiendo:

"Real wanders through Europe as the Vikings once walked, destroying everything in its path"
("El Real Madrid se pasea por Europa como antaño se paseaban los vikingos, arrasándolo todo a su paso")
The Times. 19 de mayo de 1960. Londres.

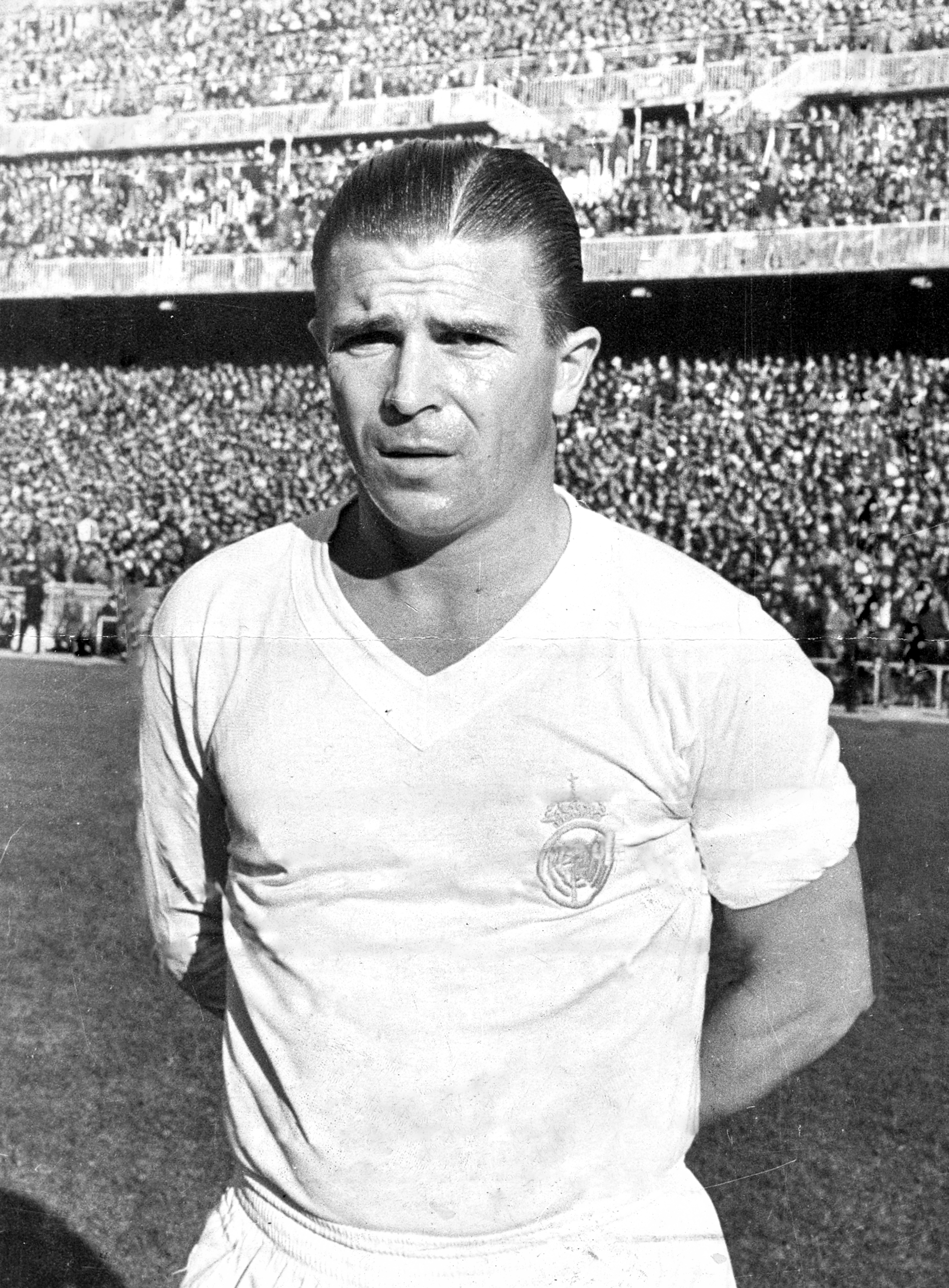
Ferenc Puskás en el Real Madrid C. F.

Los blancos conseguín una hazaña que con el paso del tiempo sería histórica y que no ha sido capaz de igualarse: ganar 5 Copas de Europa consecutivas. Además, en consecuencia del último título, el club obtendría el privilegio de disputar una nueva competición internacional recientemente instaurada por la FIFA, la Copa Intercontinental. Éste trofeo sería disputado en adelante por el campeón de Europa, y el campeón de Sudamérica (ganador de la Copa Campeones de América, homóloga de la Copa de Europa) para dilucidar quién era el mejor equipo del mundo. El Real Madrid salió vencedor, y alzó el trofeo tras derrotar al C. A. Peñarol por un global de 5-1.
«El Madrid de Di Stéfano» subió así al club a lo más alto del panorama futbolístico internacional, logrando un gran reconocimiento por parte de medios, aficionados y equipos rivales. 
Durante este periodo, el Real Madrid C. F. levantó nada menos que 19 títulos en poco más de 10 años, mientras que sus futbolistas fueron internacionalmente reconocidos con el nuevo trofeo creado por el diario francés L'Équipe del Balón de Oro, premio al mejor futbolista del mundo según un jurado de expertos, donde los blancos coparon el podio del trofeo durante los primeros años. Entre ellos, Alfredo Di Stéfano en dos ocasiones, y Raymond Kopa en una, conquistan el galardón de oro.
En los años sucesivos, el club alcanzó dos nuevas finales de la máxima competición, en la que no obtuvo la misma suerte. En la edición de 1961-62 se enfrentó al S. L. Benfica portugués frente al que cayó por 5-3 en Ámsterdam gracias a los dos tantos finales de un joven que a la postre sería la gran estrella del club lisboeta, y uno de los mejores futbolistas de la historia según la FIFA y la Federación Internacional de Historia y Estadística de Fútbol (IFFHS): Eusébio da Silva.
El club llegó a una nueva final en la edición de 1963-64, pero volvió a escaparse tras perder por un 3-1 frente al F. C. Internazionale Milano de Luis Suárez, Helenio Herrera y Sandro Mazzola en Viena. El gran equipo que asombró a Europa daba ya sus últimos coletazos y se produjo un cambio generacional. A partir de la Liga 1966-67 se inició una nueva época en el club de Concha Espina.
Miguel Muñoz, exfutbolista del club y nuevo entrenador, le dio el relevo a los viejos ídolos del club con un equipo integrado por jóvenes españoles como José Araquistáin, «Pachín», Pedro de Felipe, Manuel Sanchís, «Pirri», Ignacio Zoco, Francisco Serena, Amancio Amaro, Ramón Grosso y Manuel Velázquez; todos ellos capitaneados por el veterano Gento. El Real Madrid C. F. ganó la Pequeña Copa del Mundo de Clubes en una competición marcada por el secuestro de Di Stéfano, antes de dejar finalmente el club. Desde entonces la exitosa generación de Di Stéfano dejó paso al equipo conocido como el «Madrid de los yeyé», que volvió a ganar la Copa de Europa para el club venciendo en la final al F. K. Partizan de Belgrado por 2-1, después de los dos subcampeonatos en 1962 y 1964. Con esta sexta Copa de Europa, «Paco» Gento, antiguo integrante del «Madrid de Di Stéfano», se convirtió en el jugador que más títulos ostenta de esta competición, con seis, récord aún vigente en la actualidad.

## El equipo
A lo largo de dicha etapa fueron un total de 37 futbolistas los que, al menos, disputaron un partido con el Real Madrid C. F. durante las cinco primeras ediciones de la Copa de Europa. Sin embargo se asocia sobre todo a cinco futbolistas que marcaron el devenir del mismo durante su etapa. Éstos fueron Paco Gento, Alfredo Di Stéfano, Héctor Rial, Raymond Kopa y Ferenc Puskás.
Posteriormente, el equipo recibió los honores como mejor equipo del siglo XX por la prestigiosa revista italiana Calcio 2000 con un 34,7% de votos, por delante del A. F. C. Ajax de «Johan» Cruyff que obtuvo un 22,8% de los votos finales.
Los jugadores y el número de partidos que jugaron en dicha época fueron los siguientes:
Alineación tipo: 3-3-4 o 3-2-5
- Entrenadores: José Villalonga, Luis Carniglia y Miguel Muñoz.
- Porteros: Juan Alonso (22), Rogelio Domínguez (14) y Javier Berasaluce (1).
- Defensas: Marquitos Alonso (29), Lesmes II (28), José Santamaría (21), Ángel Atienza (11), Miché García (9), José Becerril (5), Enrique Pérez Pachín (3), Joaquín Navarro (3), Joaquín Oliva (3), Manuel Torres (2), Héctor Ramos (4), y Pantaleón II (1).
- Centrocampistas: José María Zárraga (32), Juan Santisteban (17), Miguel Muñoz (15), Antonio Ruiz (12) y José María Vidal (6)
- Delanteros: Alfredo Di Stéfano (35), Paco Gento (35), Raymond Kopa (25), Héctor Rial (25), Enrique Mateos (15), Ferenc Puskás (14), Joseíto Fernández (12), Chus Herrera (12), Ramón Marsal (10), Roque Olsen (4), Canário (3), Luis del Sol (3), Heliodoro Castaño (2), Luis Molowny (2), José Luis Pérez-Payá (1), Chus Pereda (1) y Pepillo Castro (1).

## Las finales
Durante la etapa de Alfredo Di Stéfano en el club se le atribuyó también al equipo el sobrenombre de «Madrid de las cinco Copas de Europa» en referencia a los títulos logrados de la máxima competición europea. Pese a ello, no fueron cinco sino siete finales de la Copa de Europa las que el club disputó antes de que el jugador abandonase el club. 
Tras las cinco victorias consecutivas, fue el F. C. Barcelona el primer equipo que le eliminase por primera vez de la competición en la temporada 1960-61. Al año siguiente llegó a la primera de las otras dos finales que disputó, donde el S. L. Benfica venció por 5-3 tras remontar el encuentro con dos goles de Eusébio y alzar así su segundo título. Al año siguiente el club fue eliminado en la ronda preliminar por el R. S. C. Anderlecht antes de llegar en la temporada 1963-64 a la segunda de las finales perdidas. Esta finalizó tras un marcador de 3-1 frente al F. C. Internazionale Milano abanderado por Sandro Mazzola y Luis Suárez bajo las órdenes de Helenio Herrera. 
Dos años después, en la edición de 1965-66 el club conquistó su sexta Copa de Europa tras vencer por 2-1 al F. K. Partizan, sin embargo no fue lograda con la mayoría de los jugadores insignia de esta etapa, sino con otra que les relevó generacionalmente apodada como el «Madrid de los yeyé».
Ocho finales en las primeras once ediciones coronaron al Real Madrid C. F. como el equipo más potente del panorama futbolístico, siendo el «Madrid de Di Stéfano» el equipo referencia en Europa y el mundo durante la mitad del siglo XX. A éstas hazañas, el club sumó también de la mano de Di Stéfano una Copa Intercontinental en la primera edición de la misma y que le acreditó como mejor club del mundo, dos Copas Latinas y una Pequeña Copa del Mundo.

### Copa de Europa 1955-56
El Real Madrid llegaba a su primera final en competición europea en el primer año de vida de las mismas, cuando tras disputar la primera edición de la Copa de Europa, se enfrentó en la final al equipo francés del Stade de Reims. El partido, jugado el 13 de junio de 1956 en el Parc des Princes de París, se saldó con victoria para los madridistas, que tras remontar el encuentro dos veces, terminó por ganar 4-3 gracias a los goles de Alfredo Di Stéfano, Marcos Alonso Marquitos y un doblete de Héctor Rial. El Real Madrid C. F. levantó su primera Copa de Europa y título internacional, siendo el primer equipo que lo lograba en el Viejo Continente.

#### Resumen
| 1     | POR   | Juan Alonso        |  |
| 2     | DEF   | Rafael Lesmes      |  |
| 3     | DEF   | Marquitos Alonso   |  |
| 4     | DEF   | Ángel Atienza      |  |
| 5     | MED   | Miguel Muñoz       |  |
| 6     | MED   | José María Zárraga |  |
| 7     | DEL   | Héctor Rial        |  |
| 8     | DEL   | Ramón Marsal       |  |
| 9     | DEL   | Alfredo Di Stéfano |  |
| 10    | DEL   | Joseíto Iglesias   |  |
| 11    | DEL   | Paco Gento         |  |
| D. T. | D. T. | José Villalonga    |  |

| 1     | POR   | René Jacquet   |  |
| 2     | DEF   | Simon Zimny    |  |
| 3     | DEF   | Robert Jonquet |  |
| 4     | DEF   | Raoul Giraudo  |  |
| 5     | MED   | Michel Leblond |  |
| 6     | MED   | Robert Siatka  |  |
| 7     | DEL   | Michel Hidalgo |  |
| 8     | DEL   | Léon Glovacki  |  |
| 9     | DEL   | Raymond Kopa   |  |
| 10    | DEL   | René Bliard    |  |
| 11    | DEL   | Jean Templin   |  |
| D. T. | D. T. | Albert Batteux |  |

| 14' · 30' · 67' · 79' | Alfredo Di Stéfano Héctor Rial Marquitos Alonso Héctor Rial | 1:2 2:2 3:3 4:3 |

| 0:1 0:2 2:3 | Michel Leblond Jean Templin Michel Hidalgo | 6' · 10' · 62' |

| Principal  | Arthur Ellis |
| Asistentes | J. Parkinson |
|            | Tommy Cooper |

| 1     | POR   | Juan Alonso        |  |
| 2     | DEF   | Rafael Lesmes      |  |
| 3     | DEF   | Marquitos Alonso   |  |
| 4     | DEF   | Ángel Atienza      |  |
| 5     | MED   | Miguel Muñoz       |  |
| 6     | MED   | José María Zárraga |  |
| 7     | DEL   | Héctor Rial        |  |
| 8     | DEL   | Ramón Marsal       |  |
| 9     | DEL   | Alfredo Di Stéfano |  |
| 10    | DEL   | Joseíto Iglesias   |  |
| 11    | DEL   | Paco Gento         |  |
| D. T. | D. T. | José Villalonga    |  |

| 1     | POR   | René Jacquet   |  |
| 2     | DEF   | Simon Zimny    |  |
| 3     | DEF   | Robert Jonquet |  |
| 4     | DEF   | Raoul Giraudo  |  |
| 5     | MED   | Michel Leblond |  |
| 6     | MED   | Robert Siatka  |  |
| 7     | DEL   | Michel Hidalgo |  |
| 8     | DEL   | Léon Glovacki  |  |
| 9     | DEL   | Raymond Kopa   |  |
| 10    | DEL   | René Bliard    |  |
| 11    | DEL   | Jean Templin   |  |
| D. T. | D. T. | Albert Batteux |  |

| 14' · 30' · 67' · 79' | Alfredo Di Stéfano Héctor Rial Marquitos Alonso Héctor Rial | 1:2 2:2 3:3 4:3 |

| 0:1 0:2 2:3 | Michel Leblond Jean Templin Michel Hidalgo | 6' · 10' · 62' |

| Principal  | Arthur Ellis |
| Asistentes | J. Parkinson |
|            | Tommy Cooper |

| 1     | POR   | Juan Alonso        |  |
| 2     | DEF   | Rafael Lesmes      |  |
| 3     | DEF   | Marquitos Alonso   |  |
| 4     | DEF   | Ángel Atienza      |  |
| 5     | MED   | Miguel Muñoz       |  |
| 6     | MED   | José María Zárraga |  |
| 7     | DEL   | Héctor Rial        |  |
| 8     | DEL   | Ramón Marsal       |  |
| 9     | DEL   | Alfredo Di Stéfano |  |
| 10    | DEL   | Joseíto Iglesias   |  |
| 11    | DEL   | Paco Gento         |  |
| D. T. | D. T. | José Villalonga    |  |

| 1     | POR   | René Jacquet   |  |
| 2     | DEF   | Simon Zimny    |  |
| 3     | DEF   | Robert Jonquet |  |
| 4     | DEF   | Raoul Giraudo  |  |
| 5     | MED   | Michel Leblond |  |
| 6     | MED   | Robert Siatka  |  |
| 7     | DEL   | Michel Hidalgo |  |
| 8     | DEL   | Léon Glovacki  |  |
| 9     | DEL   | Raymond Kopa   |  |
| 10    | DEL   | René Bliard    |  |
| 11    | DEL   | Jean Templin   |  |
| D. T. | D. T. | Albert Batteux |  |

| 14' · 30' · 67' · 79' | Alfredo Di Stéfano Héctor Rial Marquitos Alonso Héctor Rial | 1:2 2:2 3:3 4:3 |

| 0:1 0:2 2:3 | Michel Leblond Jean Templin Michel Hidalgo | 6' · 10' · 62' |

| Principal  | Arthur Ellis |
| Asistentes | J. Parkinson |
|            | Tommy Cooper |

| 1     | POR   | Juan Alonso        |  |
| 2     | DEF   | Rafael Lesmes      |  |
| 3     | DEF   | Marquitos Alonso   |  |
| 4     | DEF   | Ángel Atienza      |  |
| 5     | MED   | Miguel Muñoz       |  |
| 6     | MED   | José María Zárraga |  |
| 7     | DEL   | Héctor Rial        |  |
| 8     | DEL   | Ramón Marsal       |  |
| 9     | DEL   | Alfredo Di Stéfano |  |
| 10    | DEL   | Joseíto Iglesias   |  |
| 11    | DEL   | Paco Gento         |  |
| D. T. | D. T. | José Villalonga    |  |

| 1     | POR   | René Jacquet   |  |
| 2     | DEF   | Simon Zimny    |  |
| 3     | DEF   | Robert Jonquet |  |
| 4     | DEF   | Raoul Giraudo  |  |
| 5     | MED   | Michel Leblond |  |
| 6     | MED   | Robert Siatka  |  |
| 7     | DEL   | Michel Hidalgo |  |
| 8     | DEL   | Léon Glovacki  |  |
| 9     | DEL   | Raymond Kopa   |  |
| 10    | DEL   | René Bliard    |  |
| 11    | DEL   | Jean Templin   |  |
| D. T. | D. T. | Albert Batteux |  |

| 14' · 30' · 67' · 79' | Alfredo Di Stéfano Héctor Rial Marquitos Alonso Héctor Rial | 1:2 2:2 3:3 4:3 |

| 0:1 0:2 2:3 | Michel Leblond Jean Templin Michel Hidalgo | 6' · 10' · 62' |

| Principal  | Arthur Ellis |
| Asistentes | J. Parkinson |
|            | Tommy Cooper |

### Copa de Europa 1956-57
La segunda final europea de la historia del club tuvo además un valor añadido al tratarse de la primera final en competición europea que un equipo disputaba en campo propio. Tras imponerse al Manchester United F. C. en semifinales, el Real Madrid C. F. se impuso por 2-0 a los italianos de la A. C. F. Fiorentina merced a sendos goles de Alfredo Di Stéfano y Paco Gento que fueron presenciados por unos 125 000 espectadores, récord de asistentes a una final en la historia de la máxima competición europea.

#### Resumen
| 1     | POR   | Juan Alonso        |  |
| 2     | DEF   | Manuel Torres      |  |
| 3     | DEF   | Marquitos Alonso   |  |
| 4     | DEF   | Rafael Lesmes      |  |
| 5     | MED   | Miguel Muñoz       |  |
| 6     | MED   | José María Zárraga |  |
| 7     | DEL   | Raymond Kopa       |  |
| 8     | DEL   | Enrique Mateos     |  |
| 9     | DEL   | Alfredo Di Stéfano |  |
| 10    | DEL   | Héctor Rial        |  |
| 11    | DEL   | Paco Gento         |  |
| D. T. | D. T. | José Villalonga    |  |

| 1     | POR   | Giuliano Sarti    |  |
| 2     | DEF   | Ardico Magnini    |  |
| 3     | DEF   | Alberto Orzan     |  |
| 4     | DEF   | Sergio Cervato    |  |
| 5     | MED   | Armando Segato    |  |
| 6     | MED   | Aldo Scaramucci   |  |
| 7     | DEL   | Julinho Botelho   |  |
| 8     | DEL   | Guido Gratton     |  |
| 9     | DEL   | Giuseppe Virgili  |  |
| 10    | DEL   | Miguel Montuori   |  |
| 11    | DEL   | Claudio Bizzarri  |  |
| D. T. | D. T. | Fulvio Bernardini |  |

| 70' · 76' | Alfredo Di Stéfano (pen.) Paco Gento | 1:0 2:0 |

| Principal | Leonard Horn |

| 1     | POR   | Juan Alonso        |  |
| 2     | DEF   | Manuel Torres      |  |
| 3     | DEF   | Marquitos Alonso   |  |
| 4     | DEF   | Rafael Lesmes      |  |
| 5     | MED   | Miguel Muñoz       |  |
| 6     | MED   | José María Zárraga |  |
| 7     | DEL   | Raymond Kopa       |  |
| 8     | DEL   | Enrique Mateos     |  |
| 9     | DEL   | Alfredo Di Stéfano |  |
| 10    | DEL   | Héctor Rial        |  |
| 11    | DEL   | Paco Gento         |  |
| D. T. | D. T. | José Villalonga    |  |

| 1     | POR   | Giuliano Sarti    |  |
| 2     | DEF   | Ardico Magnini    |  |
| 3     | DEF   | Alberto Orzan     |  |
| 4     | DEF   | Sergio Cervato    |  |
| 5     | MED   | Armando Segato    |  |
| 6     | MED   | Aldo Scaramucci   |  |
| 7     | DEL   | Julinho Botelho   |  |
| 8     | DEL   | Guido Gratton     |  |
| 9     | DEL   | Giuseppe Virgili  |  |
| 10    | DEL   | Miguel Montuori   |  |
| 11    | DEL   | Claudio Bizzarri  |  |
| D. T. | D. T. | Fulvio Bernardini |  |

| 70' · 76' | Alfredo Di Stéfano (pen.) Paco Gento | 1:0 2:0 |

| Principal | Leonard Horn |

| 1     | POR   | Juan Alonso        |  |
| 2     | DEF   | Manuel Torres      |  |
| 3     | DEF   | Marquitos Alonso   |  |
| 4     | DEF   | Rafael Lesmes      |  |
| 5     | MED   | Miguel Muñoz       |  |
| 6     | MED   | José María Zárraga |  |
| 7     | DEL   | Raymond Kopa       |  |
| 8     | DEL   | Enrique Mateos     |  |
| 9     | DEL   | Alfredo Di Stéfano |  |
| 10    | DEL   | Héctor Rial        |  |
| 11    | DEL   | Paco Gento         |  |
| D. T. | D. T. | José Villalonga    |  |

| 1     | POR   | Giuliano Sarti    |  |
| 2     | DEF   | Ardico Magnini    |  |
| 3     | DEF   | Alberto Orzan     |  |
| 4     | DEF   | Sergio Cervato    |  |
| 5     | MED   | Armando Segato    |  |
| 6     | MED   | Aldo Scaramucci   |  |
| 7     | DEL   | Julinho Botelho   |  |
| 8     | DEL   | Guido Gratton     |  |
| 9     | DEL   | Giuseppe Virgili  |  |
| 10    | DEL   | Miguel Montuori   |  |
| 11    | DEL   | Claudio Bizzarri  |  |
| D. T. | D. T. | Fulvio Bernardini |  |

| 70' · 76' | Alfredo Di Stéfano (pen.) Paco Gento | 1:0 2:0 |

| Principal | Leonard Horn |

| 1     | POR   | Juan Alonso        |  |
| 2     | DEF   | Manuel Torres      |  |
| 3     | DEF   | Marquitos Alonso   |  |
| 4     | DEF   | Rafael Lesmes      |  |
| 5     | MED   | Miguel Muñoz       |  |
| 6     | MED   | José María Zárraga |  |
| 7     | DEL   | Raymond Kopa       |  |
| 8     | DEL   | Enrique Mateos     |  |
| 9     | DEL   | Alfredo Di Stéfano |  |
| 10    | DEL   | Héctor Rial        |  |
| 11    | DEL   | Paco Gento         |  |
| D. T. | D. T. | José Villalonga    |  |

| 1     | POR   | Giuliano Sarti    |  |
| 2     | DEF   | Ardico Magnini    |  |
| 3     | DEF   | Alberto Orzan     |  |
| 4     | DEF   | Sergio Cervato    |  |
| 5     | MED   | Armando Segato    |  |
| 6     | MED   | Aldo Scaramucci   |  |
| 7     | DEL   | Julinho Botelho   |  |
| 8     | DEL   | Guido Gratton     |  |
| 9     | DEL   | Giuseppe Virgili  |  |
| 10    | DEL   | Miguel Montuori   |  |
| 11    | DEL   | Claudio Bizzarri  |  |
| D. T. | D. T. | Fulvio Bernardini |  |

| 70' · 76' | Alfredo Di Stéfano (pen.) Paco Gento | 1:0 2:0 |

| Principal | Leonard Horn |

### Copa de Europa 1957-58
| 1     | POR   | Juan Alonso        |  |
| 2     | DEF   | Ángel Atienza      |  |
| 3     | DEF   | José Santamaría    |  |
| 4     | DEF   | Rafael Lesmes      |  |
| 5     | MED   | Juan Santisteban   |  |
| 6     | MED   | José María Zárraga |  |
| 7     | DEL   | Raymond Kopa       |  |
| 8     | DEL   | Joseíto Iglesias   |  |
| 9     | DEL   | Alfredo Di Stéfano |  |
| 10    | DEL   | Héctor Rial        |  |
| 11    | DEL   | Paco Gento         |  |
| D. T. | D. T. | Luis Carniglia     |  |

| 1     | POR   | Narciso Soldan          |  |
| 2     | DEF   | Alfio Fontana           |  |
| 3     | DEF   | Cesare Maldini          |  |
| 4     | DEF   | Eros Beraldo            |  |
| 5     | MED   | Mario Bergamaschi       |  |
| 6     | MED   | Luigi Radice            |  |
| 7     | DEL   | Giancarlo Danova        |  |
| 8     | DEL   | Nils Liedholm           |  |
| 9     | DEL   | Juan Alberto Schiaffino |  |
| 10    | DEL   | Ernesto Grillo          |  |
| 11    | DEL   | Ernesto Cucchiaroni     |  |
| D. T. | D. T. | Gipo Viani              |  |

| 74' · 79' · 107' | Alfredo Di Stéfano Héctor Rial Paco Gento | 1:1 2:2 3:2 |

| 0:1 1:2 | Juan Alberto Schiaffino Ernesto Grillo | 59' · 78' |

| Principal | Albert Alsteen |

| 1     | POR   | Juan Alonso        |  |
| 2     | DEF   | Ángel Atienza      |  |
| 3     | DEF   | José Santamaría    |  |
| 4     | DEF   | Rafael Lesmes      |  |
| 5     | MED   | Juan Santisteban   |  |
| 6     | MED   | José María Zárraga |  |
| 7     | DEL   | Raymond Kopa       |  |
| 8     | DEL   | Joseíto Iglesias   |  |
| 9     | DEL   | Alfredo Di Stéfano |  |
| 10    | DEL   | Héctor Rial        |  |
| 11    | DEL   | Paco Gento         |  |
| D. T. | D. T. | Luis Carniglia     |  |

| 1     | POR   | Narciso Soldan          |  |
| 2     | DEF   | Alfio Fontana           |  |
| 3     | DEF   | Cesare Maldini          |  |
| 4     | DEF   | Eros Beraldo            |  |
| 5     | MED   | Mario Bergamaschi       |  |
| 6     | MED   | Luigi Radice            |  |
| 7     | DEL   | Giancarlo Danova        |  |
| 8     | DEL   | Nils Liedholm           |  |
| 9     | DEL   | Juan Alberto Schiaffino |  |
| 10    | DEL   | Ernesto Grillo          |  |
| 11    | DEL   | Ernesto Cucchiaroni     |  |
| D. T. | D. T. | Gipo Viani              |  |

| 74' · 79' · 107' | Alfredo Di Stéfano Héctor Rial Paco Gento | 1:1 2:2 3:2 |

| 0:1 1:2 | Juan Alberto Schiaffino Ernesto Grillo | 59' · 78' |

| Principal | Albert Alsteen |

| 1     | POR   | Juan Alonso        |  |
| 2     | DEF   | Ángel Atienza      |  |
| 3     | DEF   | José Santamaría    |  |
| 4     | DEF   | Rafael Lesmes      |  |
| 5     | MED   | Juan Santisteban   |  |
| 6     | MED   | José María Zárraga |  |
| 7     | DEL   | Raymond Kopa       |  |
| 8     | DEL   | Joseíto Iglesias   |  |
| 9     | DEL   | Alfredo Di Stéfano |  |
| 10    | DEL   | Héctor Rial        |  |
| 11    | DEL   | Paco Gento         |  |
| D. T. | D. T. | Luis Carniglia     |  |

| 1     | POR   | Narciso Soldan          |  |
| 2     | DEF   | Alfio Fontana           |  |
| 3     | DEF   | Cesare Maldini          |  |
| 4     | DEF   | Eros Beraldo            |  |
| 5     | MED   | Mario Bergamaschi       |  |
| 6     | MED   | Luigi Radice            |  |
| 7     | DEL   | Giancarlo Danova        |  |
| 8     | DEL   | Nils Liedholm           |  |
| 9     | DEL   | Juan Alberto Schiaffino |  |
| 10    | DEL   | Ernesto Grillo          |  |
| 11    | DEL   | Ernesto Cucchiaroni     |  |
| D. T. | D. T. | Gipo Viani              |  |

| 74' · 79' · 107' | Alfredo Di Stéfano Héctor Rial Paco Gento | 1:1 2:2 3:2 |

| 0:1 1:2 | Juan Alberto Schiaffino Ernesto Grillo | 59' · 78' |

| Principal | Albert Alsteen |

| 1     | POR   | Juan Alonso        |  |
| 2     | DEF   | Ángel Atienza      |  |
| 3     | DEF   | José Santamaría    |  |
| 4     | DEF   | Rafael Lesmes      |  |
| 5     | MED   | Juan Santisteban   |  |
| 6     | MED   | José María Zárraga |  |
| 7     | DEL   | Raymond Kopa       |  |
| 8     | DEL   | Joseíto Iglesias   |  |
| 9     | DEL   | Alfredo Di Stéfano |  |
| 10    | DEL   | Héctor Rial        |  |
| 11    | DEL   | Paco Gento         |  |
| D. T. | D. T. | Luis Carniglia     |  |

| 1     | POR   | Narciso Soldan          |  |
| 2     | DEF   | Alfio Fontana           |  |
| 3     | DEF   | Cesare Maldini          |  |
| 4     | DEF   | Eros Beraldo            |  |
| 5     | MED   | Mario Bergamaschi       |  |
| 6     | MED   | Luigi Radice            |  |
| 7     | DEL   | Giancarlo Danova        |  |
| 8     | DEL   | Nils Liedholm           |  |
| 9     | DEL   | Juan Alberto Schiaffino |  |
| 10    | DEL   | Ernesto Grillo          |  |
| 11    | DEL   | Ernesto Cucchiaroni     |  |
| D. T. | D. T. | Gipo Viani              |  |

| 74' · 79' · 107' | Alfredo Di Stéfano Héctor Rial Paco Gento | 1:1 2:2 3:2 |

| 0:1 1:2 | Juan Alberto Schiaffino Ernesto Grillo | 59' · 78' |

| Principal | Albert Alsteen |

### Copa de Europa 1958-59
| 1     | POR   | Rogelio Domínguez  |  |
| 2     | DEF   | Marquitos Alonso   |  |
| 3     | DEF   | José Santamaría    |  |
| 4     | DEF   | José María Zárraga |  |
| 5     | MED   | Juan Santisteban   |  |
| 6     | MED   | Antonio Ruiz       |  |
| 7     | DEL   | Raymond Kopa       |  |
| 8     | DEL   | Enrique Mateos     |  |
| 9     | DEL   | Alfredo Di Stéfano |  |
| 10    | DEL   | Héctor Rial        |  |
| 11    | DEL   | Paco Gento         |  |
| D. T. | D. T. | Luis Carniglia     |  |

| 1     | POR   | Dominique Colonna |  |
| 2     | DEF   | Bruno Rodzik      |  |
| 3     | DEF   | Robert Jonquet    |  |
| 4     | DEF   | Raoul Giraudo     |  |
| 5     | MED   | Armand Penverne   |  |
| 6     | MED   | Michel Leblond    |  |
| 7     | DEL   | Robert Lamartine  |  |
| 8     | DEL   | René Bliard       |  |
| 9     | DEL   | Just Fontaine     |  |
| 10    | DEL   | Roger Piantoni    |  |
| 11    | DEL   | Jean Vincent      |  |
| D. T. | D. T. | Albert Batteux    |  |

| 1' · 47' | Enrique Mateos Alfredo Di Stéfano | 1:0 2:0 |

| Principal | Albert Dusch |

| 1     | POR   | Rogelio Domínguez  |  |
| 2     | DEF   | Marquitos Alonso   |  |
| 3     | DEF   | José Santamaría    |  |
| 4     | DEF   | José María Zárraga |  |
| 5     | MED   | Juan Santisteban   |  |
| 6     | MED   | Antonio Ruiz       |  |
| 7     | DEL   | Raymond Kopa       |  |
| 8     | DEL   | Enrique Mateos     |  |
| 9     | DEL   | Alfredo Di Stéfano |  |
| 10    | DEL   | Héctor Rial        |  |
| 11    | DEL   | Paco Gento         |  |
| D. T. | D. T. | Luis Carniglia     |  |

| 1     | POR   | Dominique Colonna |  |
| 2     | DEF   | Bruno Rodzik      |  |
| 3     | DEF   | Robert Jonquet    |  |
| 4     | DEF   | Raoul Giraudo     |  |
| 5     | MED   | Armand Penverne   |  |
| 6     | MED   | Michel Leblond    |  |
| 7     | DEL   | Robert Lamartine  |  |
| 8     | DEL   | René Bliard       |  |
| 9     | DEL   | Just Fontaine     |  |
| 10    | DEL   | Roger Piantoni    |  |
| 11    | DEL   | Jean Vincent      |  |
| D. T. | D. T. | Albert Batteux    |  |

| 1' · 47' | Enrique Mateos Alfredo Di Stéfano | 1:0 2:0 |

| Principal | Albert Dusch |

| 1     | POR   | Rogelio Domínguez  |  |
| 2     | DEF   | Marquitos Alonso   |  |
| 3     | DEF   | José Santamaría    |  |
| 4     | DEF   | José María Zárraga |  |
| 5     | MED   | Juan Santisteban   |  |
| 6     | MED   | Antonio Ruiz       |  |
| 7     | DEL   | Raymond Kopa       |  |
| 8     | DEL   | Enrique Mateos     |  |
| 9     | DEL   | Alfredo Di Stéfano |  |
| 10    | DEL   | Héctor Rial        |  |
| 11    | DEL   | Paco Gento         |  |
| D. T. | D. T. | Luis Carniglia     |  |

| 1     | POR   | Dominique Colonna |  |
| 2     | DEF   | Bruno Rodzik      |  |
| 3     | DEF   | Robert Jonquet    |  |
| 4     | DEF   | Raoul Giraudo     |  |
| 5     | MED   | Armand Penverne   |  |
| 6     | MED   | Michel Leblond    |  |
| 7     | DEL   | Robert Lamartine  |  |
| 8     | DEL   | René Bliard       |  |
| 9     | DEL   | Just Fontaine     |  |
| 10    | DEL   | Roger Piantoni    |  |
| 11    | DEL   | Jean Vincent      |  |
| D. T. | D. T. | Albert Batteux    |  |

| 1' · 47' | Enrique Mateos Alfredo Di Stéfano | 1:0 2:0 |

| Principal | Albert Dusch |

| 1     | POR   | Rogelio Domínguez  |  |
| 2     | DEF   | Marquitos Alonso   |  |
| 3     | DEF   | José Santamaría    |  |
| 4     | DEF   | José María Zárraga |  |
| 5     | MED   | Juan Santisteban   |  |
| 6     | MED   | Antonio Ruiz       |  |
| 7     | DEL   | Raymond Kopa       |  |
| 8     | DEL   | Enrique Mateos     |  |
| 9     | DEL   | Alfredo Di Stéfano |  |
| 10    | DEL   | Héctor Rial        |  |
| 11    | DEL   | Paco Gento         |  |
| D. T. | D. T. | Luis Carniglia     |  |

| 1     | POR   | Dominique Colonna |  |
| 2     | DEF   | Bruno Rodzik      |  |
| 3     | DEF   | Robert Jonquet    |  |
| 4     | DEF   | Raoul Giraudo     |  |
| 5     | MED   | Armand Penverne   |  |
| 6     | MED   | Michel Leblond    |  |
| 7     | DEL   | Robert Lamartine  |  |
| 8     | DEL   | René Bliard       |  |
| 9     | DEL   | Just Fontaine     |  |
| 10    | DEL   | Roger Piantoni    |  |
| 11    | DEL   | Jean Vincent      |  |
| D. T. | D. T. | Albert Batteux    |  |

| 1' · 47' | Enrique Mateos Alfredo Di Stéfano | 1:0 2:0 |

| Principal | Albert Dusch |

### Copa de Europa 1959-60
| 1     | POR   | Rogelio Domínguez      |  |
| 2     | DEF   | Enrique Pérez Pachín   |  |
| 3     | DEF   | Marquitos Alonso       |  |
| 4     | DEF   | José Santamaría        |  |
| 5     | MED   | José María Zárraga     |  |
| 6     | MED   | José María Vidal       |  |
| 7     | DEL   | Darcy Silveira Canário |  |
| 8     | DEL   | Luis del Sol           |  |
| 9     | DEL   | Alfredo Di Stéfano     |  |
| 10    | DEL   | Ferenc Puskás          |  |
| 11    | DEL   | Paco Gento             |  |
| D. T. | D. T. | Miguel Muñoz           |  |

| 1     | POR   | Egon Loy          |  |
| 2     | DEF   | Friedel Lutz      |  |
| 3     | DEF   | Hermann Höfer     |  |
| 4     | DEF   | Dieter Eigenbrodt |  |
| 5     | MED   | Hans Weilbächer   |  |
| 6     | MED   | Dieter Stinka     |  |
| 7     | DEL   | Richard Kreß      |  |
| 8     | DEL   | Dieter Lindner    |  |
| 9     | DEL   | Erwin Stein       |  |
| 10    | DEL   | Alfred Pfaff      |  |
| 11    | DEL   | Erich Meier       |  |
| D. T. | D. T. | Paul Oßwald       |  |

| 21' · 24' · 45' · 55' · 60' · 71' · 73' | Alfredo Di Stéfano Ferenc Puskás Alfredo Di Stéfano | 1:1 2:1 3:1 4:1 5:1 6:1 7:2 |

| 0:1 6:2 7:3 | Richard Kreß Erwin Stein | 18' · 72' · 75' |

| Principal | John Mowatt |

| 1     | POR   | Rogelio Domínguez      |  |
| 2     | DEF   | Enrique Pérez Pachín   |  |
| 3     | DEF   | Marquitos Alonso       |  |
| 4     | DEF   | José Santamaría        |  |
| 5     | MED   | José María Zárraga     |  |
| 6     | MED   | José María Vidal       |  |
| 7     | DEL   | Darcy Silveira Canário |  |
| 8     | DEL   | Luis del Sol           |  |
| 9     | DEL   | Alfredo Di Stéfano     |  |
| 10    | DEL   | Ferenc Puskás          |  |
| 11    | DEL   | Paco Gento             |  |
| D. T. | D. T. | Miguel Muñoz           |  |

| 1     | POR   | Egon Loy          |  |
| 2     | DEF   | Friedel Lutz      |  |
| 3     | DEF   | Hermann Höfer     |  |
| 4     | DEF   | Dieter Eigenbrodt |  |
| 5     | MED   | Hans Weilbächer   |  |
| 6     | MED   | Dieter Stinka     |  |
| 7     | DEL   | Richard Kreß      |  |
| 8     | DEL   | Dieter Lindner    |  |
| 9     | DEL   | Erwin Stein       |  |
| 10    | DEL   | Alfred Pfaff      |  |
| 11    | DEL   | Erich Meier       |  |
| D. T. | D. T. | Paul Oßwald       |  |

| 21' · 24' · 45' · 55' · 60' · 71' · 73' | Alfredo Di Stéfano Ferenc Puskás Alfredo Di Stéfano | 1:1 2:1 3:1 4:1 5:1 6:1 7:2 |

| 0:1 6:2 7:3 | Richard Kreß Erwin Stein | 18' · 72' · 75' |

| Principal | John Mowatt |

| 1     | POR   | Rogelio Domínguez      |  |
| 2     | DEF   | Enrique Pérez Pachín   |  |
| 3     | DEF   | Marquitos Alonso       |  |
| 4     | DEF   | José Santamaría        |  |
| 5     | MED   | José María Zárraga     |  |
| 6     | MED   | José María Vidal       |  |
| 7     | DEL   | Darcy Silveira Canário |  |
| 8     | DEL   | Luis del Sol           |  |
| 9     | DEL   | Alfredo Di Stéfano     |  |
| 10    | DEL   | Ferenc Puskás          |  |
| 11    | DEL   | Paco Gento             |  |
| D. T. | D. T. | Miguel Muñoz           |  |

| 1     | POR   | Egon Loy          |  |
| 2     | DEF   | Friedel Lutz      |  |
| 3     | DEF   | Hermann Höfer     |  |
| 4     | DEF   | Dieter Eigenbrodt |  |
| 5     | MED   | Hans Weilbächer   |  |
| 6     | MED   | Dieter Stinka     |  |
| 7     | DEL   | Richard Kreß      |  |
| 8     | DEL   | Dieter Lindner    |  |
| 9     | DEL   | Erwin Stein       |  |
| 10    | DEL   | Alfred Pfaff      |  |
| 11    | DEL   | Erich Meier       |  |
| D. T. | D. T. | Paul Oßwald       |  |

| 21' · 24' · 45' · 55' · 60' · 71' · 73' | Alfredo Di Stéfano Ferenc Puskás Alfredo Di Stéfano | 1:1 2:1 3:1 4:1 5:1 6:1 7:2 |

| 0:1 6:2 7:3 | Richard Kreß Erwin Stein | 18' · 72' · 75' |

| Principal | John Mowatt |

| 1     | POR   | Rogelio Domínguez      |  |
| 2     | DEF   | Enrique Pérez Pachín   |  |
| 3     | DEF   | Marquitos Alonso       |  |
| 4     | DEF   | José Santamaría        |  |
| 5     | MED   | José María Zárraga     |  |
| 6     | MED   | José María Vidal       |  |
| 7     | DEL   | Darcy Silveira Canário |  |
| 8     | DEL   | Luis del Sol           |  |
| 9     | DEL   | Alfredo Di Stéfano     |  |
| 10    | DEL   | Ferenc Puskás          |  |
| 11    | DEL   | Paco Gento             |  |
| D. T. | D. T. | Miguel Muñoz           |  |

| 1     | POR   | Egon Loy          |  |
| 2     | DEF   | Friedel Lutz      |  |
| 3     | DEF   | Hermann Höfer     |  |
| 4     | DEF   | Dieter Eigenbrodt |  |
| 5     | MED   | Hans Weilbächer   |  |
| 6     | MED   | Dieter Stinka     |  |
| 7     | DEL   | Richard Kreß      |  |
| 8     | DEL   | Dieter Lindner    |  |
| 9     | DEL   | Erwin Stein       |  |
| 10    | DEL   | Alfred Pfaff      |  |
| 11    | DEL   | Erich Meier       |  |
| D. T. | D. T. | Paul Oßwald       |  |

| 21' · 24' · 45' · 55' · 60' · 71' · 73' | Alfredo Di Stéfano Ferenc Puskás Alfredo Di Stéfano | 1:1 2:1 3:1 4:1 5:1 6:1 7:2 |

| 0:1 6:2 7:3 | Richard Kreß Erwin Stein | 18' · 72' · 75' |

| Principal | John Mowatt |

## Trayectoria de los integrantes

### Debut con el primer equipo
| Jugador            | Fecha      | Rival                | Goles |
| ------------------ | ---------- | -------------------- | ----- |
| Paco Gento         | 13/9/1953  | C. A. Osasuna        | -     |
| Alfredo Di Stéfano | 27/9/1953  | Real Santander S. D. | 1     |
| Héctor Rial        | 12/9/1954  | Valencia C. F.       | 0     |
| Raymond Kopa       | 21/10/1956 | Real Jaén C. F.      | 2     |
| Ferenc Puskás      | 14/9/1958  | U. D. Las Palmas     | -     |